# Средние индоарийские языки
Средние индоарийские языки (средние индийские языки; иногда объединяются с пракритами) — группа древних языков индоарийской ветви индоевропейской семьи, распространённая на территории современного полуострова Индостан. Средние индоарийские языки приходятся потомками старым индоарийским языкам, похожим на ведийский язык, и предками современных индоарийских языков, таких как хиндустани (хинди-урду), ория, панджаби и бенгальский язык. 
Среднеиндийские языки иногда объединяют под термином «пракриты» (слово пракрит буквально означает «естественный», в отличие от слова санскрит, то есть «специальный» или «изысканный»).
Среднеиндийские языки существовали на территории Индии с IV в до н. э. до XII в н. э. Продолжительность их существования делится на три этапа:
- Первый этап представлен надписями Ашоки (250 год до н. э.), пракритами пали (используемым тхеравадистами), гандхари и ардхамагадхи (древним пракритом Магадхи, используемым в джайнизме).
- Средний этап (200 г. до н. э. — 700 г. н. э.) богат литературными произведениями на пракритах шаурасени, махараштри, магадхи. В разговорных языках-пракритах отмечались нийя, элу и буддийский гибридный санскрит.
- Последний этап содержит языковую группу апабхранша VI века, предшествовавшую ранним современным индоарийским языкам (в том числе, языку брадж).

## История
Индоарийские языки делят, как правило, на три основные группы: старые индоарийские языки, средние индоарийские языки и новые индоарийские языки.
Средние индоарийские языки были гораздо моложе старых, однако содержали элементы классического санскрита, одного из литературных старых индоарийских языков.
В Средние века пракриты включали разнообразные среднеиндийские диалекты. Под термином «Апабхранша» обычно понимают переходные диалекты, соединяющие поздние языки Средней Индии с ранними языками Новой Индии (конец первого — начало второго тысячелетия). Часть этих диалектов имела широкое распространение в литературе. Так, книга Sravakachar of Devasena (930-е годы) является первой книгой, написанной на языке хинди.
Поворотной точкой стали Исламские завоевания на Индостане в XIII-XVI веках. Персидский язык стал главным языком мусульманских территорий. Однако персидский язык вскоре был вытеснен хинди. Этот язык совмещал в себе основу местной лексики и персидские элементы.
Основными потомками Апабхранша были бенгальский язык и хиндустани (хинди/урду). Прочие языки составляют гуджарати, ория, маратхи и панджаби.

## Морфология и фонология
Каждый их среднеиндийских языков имеет отличительные свойства, однако особенности фонологии и морфологии говорят, что они параллельные потомки староиндийских языков. В словаре средние языки имеют языковые корни от старых, с добавлением нескольких так называемых «слов Deśī», обычно неизвестного происхождения.
Перечень типичных звуковых изменений среднеиндийских языков:
1. Плавные согласные ṛ и ḷ заменяются на a, i и u;
2. Дифтонги ai и au монофтонгизируются в e и o;
3. Долгие гласные перед двумя или более согласными укорачиваются;
4. Три сибилянта в Старых языках сокращаются в один, ś или s;
5. Сложные скопления согласных сводятся к легко произносимым формам, путём ассимиляции или расщепления;
6. Одиночные интервокальные остановки постепенно ослабляются;
7. Зубные согласные патализируются за следующей -Y-;
8. Все конечные согласные, кроме -m выпадают, если они не сохраняются в переходах сандхи.